# Arthur von Lattré
Oswald Richard Arthur von Lattré (* 31. Januar 1833 in Berlin; † 4. April 1908 ebenda) war ein preußischer General der Infanterie und Direktor der Kriegsakademie.

## Leben

### Familie
Er war der Sohn von Peter Louis von Lattré (1786–1861) und dessen Ehefrau Angelika, geborene L’Estocq (1803–1885). Sein Vater war preußischer Rittmeister a. D. und wirklicher Geheimer Kriegsrat im Militärkabinett. Lattré hatte sich am 26. Mai 1874 in Stuttgart mit Sarah Maria von Kiderlen-Waechter (1853–1903) verheiratet. Sie war die Tochter des Geheimen Hof- und Domänenrats sowie Hofbankdirektors in Stuttgart, Robert von Kiderlen. Die Ehe blieb kinderlos.

### Militärkarriere
Lattré besuchte das Französische Gymnasium Berlin und war anschließend Kadett in Potsdam und Berlin. Am 26. April 1851 wurde er als Sekondeleutnant dem Garde-Reserve-Infanterie-Regiment der Preußischen Armee überwiesen. Ab 1. Oktober 1856 war Lattre zur weiteren Ausbildung für drei Jahre an die Allgemeine Kriegsschule kommandiert und dort am 31. Mai 1859 zum Premierleutnant befördert worden. Daran schlossen sich Kommandierungen zur historischen sowie zur topografischen Abteilung des Großen Generalstabes an, die von kurzzeitigen Truppendienst unterbrochen waren. Am 17. März 1863 wurde Lattré unter gleichzeitiger Beförderung zum Hauptmann in das Garde-Füsilier-Regiment versetzt und als Kompaniechef verwendet. Anschließend wurde er am 17. März 1866 wieder zum Großen Generalstab kommandiert und anlässlich des Krieges gegen Österreich am 2. Juni 1866 in den Generalstab des Großen Hauptquartiers versetzt. Lattré nahm an der Schlacht bei Königgrätz teil und wurde am 11. Juli 1866 dem Generalstab des Generalgouvernements von Böhmen unter General der Infanterie Eduard Vogel von Falckenstein zugeteilt. Nach dem Friedensschluss erhielt er für seine Leistungen den Roten Adlerorden IV. Klasse mit Schwertern und wurde am 10. Oktober 1866 in den Generalstab des Gardekorps versetzt. Am 16. Februar 1867 folgte seine Versetzung in den Generalstab der 1. Garde-Division sowie seine Beförderung zum Major am 25. September 1867. Als solcher war Lattre vom 17. April 1869 bis zum 5. November 1870 zur preußischen Gesandtschaft nach Florenz kommandiert. Hier löste er als Militärattaché den amtierenden Attaché Theodor von Bernhardi ab. Sein Vorgesetzter war in dieser Zeit Missionschef Joseph Maria Anton Brassier de Saint-Simon-Vallade.
Nach dem Beginn des Krieges gegen Frankreich wurde Lattré nach Deutschland zurück beordert und war ab 6. November 1870 im Generalstab der württembergischen Felddivision unter Generalleutnant Hugo von Obernitz tätig. In dieser Stellung nahm Lattre an der Belagerung von Paris sowie den Kämpfen bei Mont Mesly, Villiers und Champigny teil. Am 24. Dezember 1870 wurde er mit dem Eisernen Kreuz II. Klasse ausgezeichnet. Nach dem Vorfrieden von Versailles kommandierte man Lattre am 24. März 1871 zur Dienstleistung als Abteilungschef in das Württembergische Kriegsministerium.
Am 16. Oktober 1873 wurde Lattré, zwischenzeitlich Oberstleutnant, zum Chef des Generalstabes des V. Armee-Korps in Posen ernannt. Darauf folgte am 12. Januar 1875 seine Ernennung zum Kommandeur des 1. Hannoverschen Infanterie-Regiments Nr. 74 und am 3. Juli 1875 seine Beförderung zum Oberst. Als solcher war Lattré vom 18. Januar 1878 bis zum 11. April 1881 Kommandeur des Garde-Füsilier-Regiment und zeitgleich ab 20. Juli 1878 auch Mitglied der Studienkommission der Kriegsakademie. Anschließend wurde Lattré mit seiner Beförderung zum Generalmajor Kommandeur des Kadettenkorps. Unter Beförderung zum Generalleutnant wurde er schließlich am 18. September 1886 zum Direktor der preußischen Kriegsakademie in Berlin ernannt. Hier löste er Friedrich von Flatow ab. Seine Leistungen fanden dabei durch die Verleihung des Sterns zum Roten Adlerorden II. Klasse mit Eichenlaub und Schwertern am Ringen sowie des Kronenordens I. Klasse seinen Ausdruck. Am 16. September 1890 wurde Lattré unter Verleihung des Charakters als General der Infanterie mit der gesetzlichen Pension zur Disposition gestellt. Sein Nachfolger im Amt des Direktors wurde  Bernhard von Brauchitsch.
Der württembergische König Wilhelm II. verlieh Lattré in nachmaliger Anerkennung am 5. Dezember 1895 das Großkreuz des Friedrichs-Ordens.
Nach seinem Tod wurde Lattré am 8. April 1908 auf dem Französischen Friedhof in Berlin beigesetzt.